# Federazione cestistica della Sierra Leone
La Federazione cestistica della Sierra Leone è l'ente che controlla e organizza la pallacanestro in Sierra Leone.
La federazione controlla inoltre la nazionale di pallacanestro della Sierra Leone e ha sede a Freetown.
È affiliata alla FIBA dal 1991 e organizza il campionato di pallacanestro della Sierra Leone.